# Frédéric Quinonero
 (mai 2025).
Motif : Où sont les sources secondaires attestant de la notoriété au regard des critères généraux ou spécifiques?
- Archive Wikiwix
- Bing
- Cairn
- DuckDuckGo
- E. Universalis
- Gallica
- Google
- G. Books
- G. News
- G. Scholar
- Persée
- Qwant
- (zh) Baidu
- (ru) Yandex
- (wd) trouver des œuvres sur Wikidata

| 1. | Préciser le motif de la pose du bandeau. | Précisez le motif de la pose du bandeau en utilisant la syntaxe suivante : {{admissibilité à vérifier\|date=juillet 2025\|motif=remplacez ce texte par le motif}}                       |
| 2. | Informer les utilisateurs concernés.     | Pensez à avertir le créateur de l'article, par exemple, en insérant le code ci-dessous sur sa page de discussion : {{subst:avertissement admissibilité à vérifier\|Frédéric Quinonero}} |

Frédéric Quinonero, né à Béziers le 24 juillet 1963 est un écrivain et biographe français.

## Biographie
Spécialiste de musique et de cinéma, il a écrit, entre 2006 et 2025, une trentaine de livres consacrés à différents artistes français de la chanson ou du cinéma.
En 2009, il a publié un roman qui a reçu le Prix Vallée Livres du manuscrit régional Cévennes 2009.
Il s'est établi à Saint-Jean-de-Valériscle.

## Publications

### Biographies
- Michel Jonasz, Mister Blues, L'Archipel, 2025.
- Françoise Hardy, Un long chant d'amour, nouvelle édition revue et augmentée, L'Archipel, 2024..
- Sylvie Vartan, les chemins de sa vie, Mareuil éditions, 2024.
- Florent Pagny, chanter encore et toujours (abécédaire), L'Archipel, 2023.
- Jane Birkin, à fleur de peau, L'Archipel, 2023.
- Édith Piaf, cris du coeur, préface de Juliette, La Libre Édition, 2023.
- Patrick Bruel, au fil des mots (abécédaire), L'Archipel, 2022.
- Julien Doré, à fleur de pop, L'Archipel, 2022.
- Serge Lama, la rage de vivre, L'Archipel, 2021
- Jacques Dutronc, l'insolent, préface de Thomas Dutronc, L'Archipel, 2021, L'Archipoche, 2022.
- Johnny Hallyday : Femmes et influence, Mareuil éditions, 2020.
- Sophie Marceau, en toute liberté, Mareuil éditions, 2019.
- Patrick Bruel, des refrains à notre histoire, L'Archipel, 2019.
- Sheila, une histoire d'amour, City éditions, 2018.
- Michel Sardou, sur des airs populaires, préface de Vline Buggy, City éditions, 2018.
- Johnny immortel, éd. L'Archipel, 2017
- Jean-Jacques Goldman, Vivre sa vie, préface de Didier Varrod, City éditions, 2017.
- Françoise Hardy, Un long chant d'amour, éd. L'Archipel, 2017
- Jane Birkin, La vie ne vaut d'être vécue sans amour, L'Archipel, 2016
- Sophie Marceau : La belle échappée, version enrichie et mise à jour, éd. Carpentier, 2015.
- Johnny, la vie en rock, version revue et augmentée, L'Archipel, 2015.
- Julien Doré : LØVE-TROTTER, éd. Carpentier, 2015.
- Johnny, la vie en rock, L'Archipel, 2014.
- Sardou : Vox populi, éd. Didier Carpentier, 2013.
- Sheila : Star française, éd. Didier Carpentier, 2012.
- Johnny Live : 50 ans de scènes, préface de Michel Mallory, L'Archipel, 2012.
- Juliette Binoche : Instants de grâce, éd. Grimal, 2011.
- Sophie Marceau : La belle échappée, préface de Robert Hossein, éd. Didier Carpentier, 2010.
- Les Années 60 : Rêves et révolutions, préface de Jean-Jacques Debout, éd. Didier Carpentier, 2009.
- Édith Piaf : Le temps d'illuminer, préface de Fred Mella, éd. Didier Carpentier, 2008.
- Sylvie Vartan : Jour après jour, préface de Carlos et de Jean-Jacques Debout, éd. Didier Carpentier, 2008.
- Sheila : Biographie d'une idole, éd. Tournon, 2007.
- Johnny Hallyday : L'éphéméride, préface de Michel Mallory, éd. Tournon, 2006.

### Romans
- Chemin d'enfance, La Libre Édition, 2023.
- Carol Eden n'existe pas, La Libre Édition, 2023.

## Prix et distinctions
- Prix Vallée Livres du manuscrit régional Cévennes 2009.